# Alexandr Stoianoglo

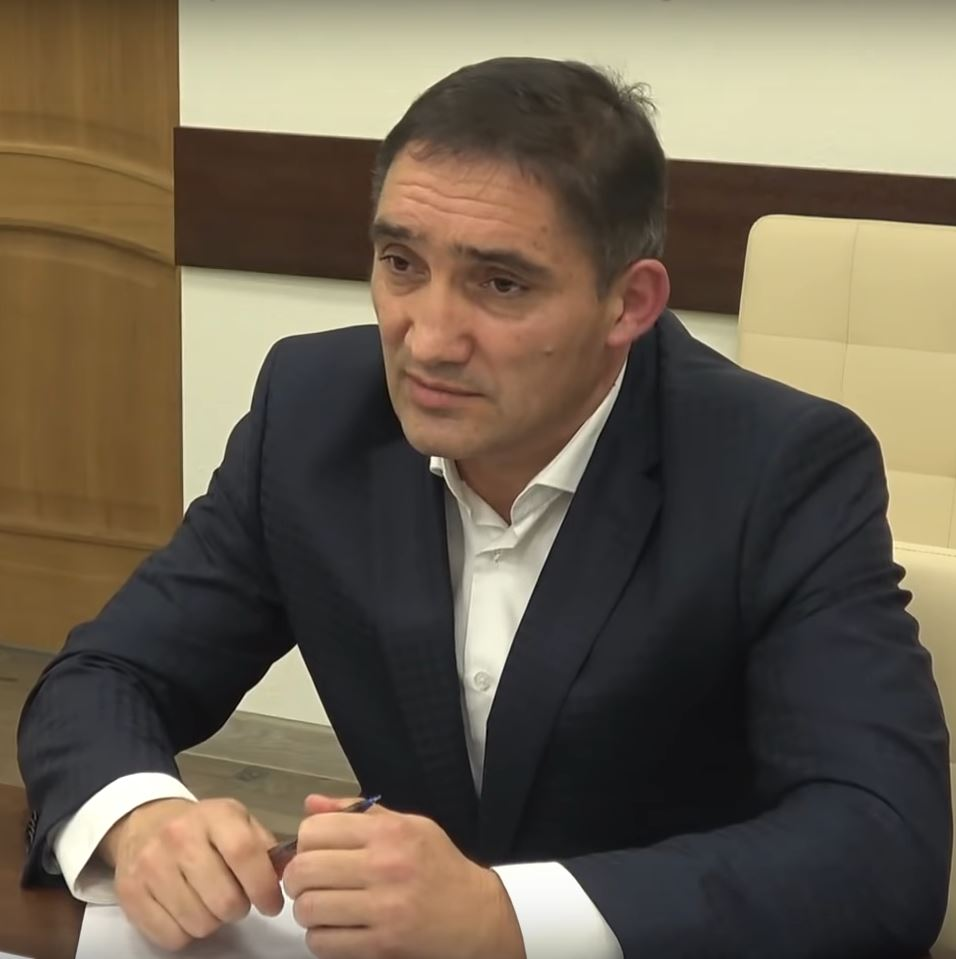
Alexandr Stoianoglo

Alexandr Stoianoglo (russisch Александр Дмитриевич Стояногло ‚Alexander Dmitrijewitsch Stojanoglo‘; * 3. Juni 1967 in Comrat, Sowjetunion) ist ein moldauischer Jurist, Politiker und ehemaliger Generalstaatsanwalt gagausischer Herkunft. Er war Kandidat bei der Präsidentschaftswahl in der Republik Moldau 2024.

## Ausbildung und Karriere
Nach dem Abschluss der örtlichen Schule studierte Stoianoglo von 1987 bis 1992 Rechtswissenschaften an der Staatlichen Universität Moldau. Zwischen 1992 und 2007 arbeitete Stoianoglo in verschiedenen Positionen innerhalb der Staatsanwaltschaft, unter anderem als stellvertretender Generalstaatsanwalt der Republik Moldau und als leitender Staatsanwalt des Autonomen Gebiets Gagausien. Von 2009 bis 2010 war er Abgeordneter im Parlament der Republik Moldau und bekleidete die Position des stellvertretenden Parlamentspräsidenten. Im zweiten Parlamentsmandat von 2010 bis 2014 leitete er den parlamentarischen Ausschuss für Staatssicherheit, Verteidigung und öffentliche Ordnung und war Mitglied der Fraktion der Demokratischen Partei Moldaus (PDM).
Stoianoglo kandidierte zweimal erfolglos für das Amt des Gouverneurs (Bașcan) für Gagausien: 2006 erhielt er 10,58 % der Stimmen, 2015 erreichte er 4,98 %, was ihm jeweils den Einzug in die zweite Wahlrunde verwehrte. Im Jahr 2015 verließ er die Demokratische Partei und kandidierte als unabhängiger Kandidat.

### Generalstaatsanwalt und rechtliche Auseinandersetzungen
Im Jahr 2019 wurde Stoianoglo zum Generalstaatsanwalt der Republik Moldau ernannt. Er wurde jedoch am 5. Oktober 2021 von Sicherheitskräften unter Korruptionsvorwürfen verhaftet. Insgesamt wurden fünf Anklagen gegen ihn erhoben, eingebracht von Lilian Carp, einem Abgeordneten der regierenden Partei der Aktion und Solidarität (PAS). Stoianoglo wurde suspendiert und im September 2023 offiziell aus dem Amt entlassen. Der Europäische Gerichtshof für Menschenrechte entschied 2023, dass Stoianoglos Recht auf ein faires Verfahren verletzt worden sei, und sprach ihm 3.600 Euro Entschädigung zu. Ein Gericht in Chișinău sprach ihn im Februar 2024 in einem der Fälle frei. Stoianoglo beschuldigte die Regierung, die Anklagen politisch motiviert zu haben, um ihn daran zu hindern, die Staatsanwaltschaft von politischem Einfluss zu befreien.

### Präsidentschaftskandidatur 2024
Im Juni 2024 wurde Stoianoglo von der Partei der Sozialisten der Republik Moldau (PSRM) als Präsidentschaftskandidat unterstützt, ohne jedoch der Partei beizutreten. In der ersten Runde der Präsidentschaftswahl am 20. Oktober 2024 erreichte er mit 26,0 % den zweiten Platz und qualifizierte sich für die Stichwahl gegen die amtierende Präsidentin Maia Sandu. Bei der Stichwahl am 3. November 2024 erreichte er schließlich 44,7 % der Stimmen und unterlag somit Sandu. Stoianoglo positionierte sich in seiner Kampagne gegen eine geplante Verfassungsänderung, die Moldaus Verpflichtung zur Mitgliedschaft in der Europäischen Union festschreiben soll, obwohl er sich als Unterstützer der „europäischen Bestrebungen“ Moldaus bezeichnete. Er setzte sich für eine „ausgewogene“ Außenpolitik ein, die Beziehungen sowohl zur EU und den USA als auch zu Russland und China beinhaltet. Beobachter beschrieben seine Kampagne als „pro-russisch“.

## Persönliches Leben
Alexandr Stoianoglo ist verheiratet und hat zwei Kinder. Neben seiner Muttersprache Gagausisch spricht er auch Russisch und Türkisch.